# Воля-Ґалецька
Воля-Ґалецька (пол. Wola Gałecka) — село в Польщі, у гміні Русинув Пшисуського повіту Мазовецького воєводства.
Населення — 277 осіб (2011).
У 1975-1998 роках село належало до Радомського воєводства.

## Демографія
Демографічна структура станом на 31 березня 2011 року:
|          | Загалом | Допрацездатний вік | Працездатний вік | Постпрацездатний вік |
| -------- | ------- | ------------------ | ---------------- | -------------------- |
| Чоловіки | 137     | 34                 | 87               | 16                   |
| Жінки    | 140     | 23                 | 81               | 36                   |
| Разом    | 277     | 57                 | 168              | 52                   |